# Mistkowice
Mistkowice (ukr.  Містковичі) – wieś na Ukrainie w rejonie samborskim obwodu lwowskiego.

## Historia
Pod koniec XIX w. wieś w powiecie samborskim.